# Wiebke
Wiebke, auch: Wibke, Wibeke, ist ein weiblicher Vorname. Weitere Varianten sind Wibbke, Wubbke, Wübbke, Wübbecke, Wybke, Vibbeke, Vipcke; dänisch Vibeke, schwedisch Viveka. In den Formen Wiebke bzw. Wiepke tritt er auch gelegentlich als Nachname auf.

## Herkunft
Wiebke ist eine Verkleinerungsform (Deminutiv) des nicht mehr gebräuchlichen niederdeutschen und friesischen weiblichen Vornamens Wiebe, Wieba. Dieser ist eine Kurzform von Namen, die mit Wig- (althochdeutsch, altniederdeutsch wīg ‚Kampf, Krieg‘) gebildet sind, beispielsweise von Wigberta und Wigburg.

## Namenspatron
Die Namenspatrone sind der Heilige Wigbert (13. August, Angelsachse, folgte dem Ruf von Winfried Bonifatius und war Missionar in Hessen und Thüringen. Erster Abt des 732 gegründeten Klosters Fritzlar in Hessen. † 13. August 780) und die Heilige Wiborada (2. Mai, Einsiedlerin in einer Zelle in St. Gallen und Ratgeberin für alle, die Hilfe suchten. Starb unter Beilhieben ungarischer Krieger. † 2. Mai 926).
Namenstage: 13. August, 2. Mai

## Namensträgerinnen

### Wibke
- Wibke Apholt (* 1971), Schweizer Gleitschirmpilotin
- Wibke von Bonin (* 1936), deutsche Kunsthistorikerin und Fernsehredakteurin für bildende Kunst
- Wibke Brems (* 1981), deutsche Politikerin (Bündnis 90/Die Grünen)
- Wibke Bruhns (1938–2019), deutsche Journalistin und Romanautorin
- Wibke Meister (* 1995), deutsche Fußballspielerin

### Wiebke
- Wiebke Adam-Schwarz (* 1968), deutsche Schauspielerin
- Wiebke Ahrndt (* 1963), deutsche Ethnologin und Hochschullehrerin
- Wiebke Bartsch (* 1968), deutsche Objekt-, Installations- und Textilkünstlerin
- Wiebke Binder (* 1980), deutsche Fernsehmoderatorin
- Wiebke von Carolsfeld (* 1966), deutsche Filmeditorin, Filmregisseurin, Drehbuchautorin und Filmproduzentin
- Wiebke Drenckhan (* 1977), deutsche Physikerin
- Wiebke Eden (* 1968), deutsche Schriftstellerin
- Wiebke Esdar (* 1984), deutsche Politikerin (SPD)
- Wiebke Frost (* 1962), deutsche Schauspielerin
- Wiebke Hendriksen (* 1951), deutsche Tischtennisspielerin
- Wiebke Hoogklimmer (* 1960), deutsche Altistin
- Wiebke Hüster (* 1965), deutsche Tanzkritikerin, Autorin, Journalistin und Moderatorin
- Wiebke Kethorn (* 1985), deutsche Handballspielerin
- Wiebke Lehmkuhl (* 1983), deutsche Opernsängerin der Stimmlage Alt
- Wiebke Lorenz (* 1972), deutsche Journalistin und Romanautorin
- Wiebke Muhsal (* 1986), deutsche Politikerin (AfD)
- Wiebke Neumann (* 1986), deutsche Politikerin (SPD)
- Wiebke Offer (* 1992), deutsche Volleyballspielerin
- Wiebke Puls (* 1973), deutsche Schauspielerin und Sängerin
- Wiebke Putz-Osterloh (* 1946), deutsche Psychologin
- Wiebke Scheschonka, deutsche Theaterschauspielerin und Synchronsprecherin
- Wiebke Siem (* 1954), deutsche Künstlerin
- Wiebke Silge (* 1996), deutsche Volleyballspielerin
- Wiebke Steffen (1946–2017), deutsche Kriminologin
- Wiebke von Thadden (* 1931), deutsche Schriftstellerin
- Wiebke tom Dieck (* 1973), deutsche Pianistin
- Wiebke Ullmann (* 1988), deutsche Leichtathletin
- Wiebke Winter (* 1996), deutsche Politikerin
- Wiebke Zielke (* 1979), deutsche Schauspielerin

## Nachname
- Karsten Wiebke (1938–2020), deutscher Tierarzt und Politiker (SPD)

## Sonstiges
- Orkan Wiebke (1990), forderte dutzende Todesopfer und verursachte Sachschäden in Milliardenhöhe